# Erste Liga 2010-2011
La Erste Liga 2010-2011 (ufficialmente "Heute für Morgen" Erste Liga) è la 37ª edizione del campionato di calcio austriaco di seconda divisione. La stagione è iniziata il 13 luglio 2010 ed è terminata il 27 maggio 2011.
Il Wacker Innsbruck è la squadra campione in carica e promossa in Bundesliga, le neopromosse dalla Regionalliga sono il WAC ed il Grödig. L'Austria Kärnten, retrocessa dalla Bundesliga, non ottiene la licenza professionistica e il club si scioglie.
Il campionato vede la vittoria dell'Admira Wacker Mödling, che ritorna così in Bundesliga dopo un'assenza di cinque anni. Retrocede in Regionalliga il Gratkorn, dopo sette campionati consecutivi in seconda divisione.

## Regolamento
Le squadre si affrontano in un doppio girone di andata e ritorno, per un totale di 36 giornate.
La squadra campione verrà promossa in Bundesliga per la stagione 2011-2012
La penultima classificata disputerà gli spareggi con le vincitrici dei tre gruppi di Regionalliga. L'ultima classificata retrocede direttamente in Regionalliga.

## Squadre partecipanti
| Club             | Città                   | Stadio                 | Stagione 2009-2010             |
| ---------------- | ----------------------- | ---------------------- | ------------------------------ |
| Admira Wacker M. | Maria Enzersdorf        | Bundesstadion Südstadt | 2º posto in Erste Liga         |
| Altach           | Altach                  | Schnabelholz           | 3º posto in Erste Liga         |
| Austria Lustenau | Lustenau                | Reichshofstadion       | 5º posto in Erste Liga         |
| First Vienna     | Vienna                  | Hohe Warte             | 9º posto in Erste Liga         |
| Gratkorn         | Gratkorn                | Sportstadion Gratkorn  | 6º posto in Erste Liga         |
| Grödig           | Grödig                  | Untersberg             | 1º posto in Regionalliga West  |
| Hartberg         | Hartberg                | Stadion Hartberg       | 8º posto in Erste Liga         |
| Lustenau 07      | Lustenau                | Reichshofstadion       | 7º posto in Erste Liga         |
| St. Pölten       | Sankt Pölten            | Voithplatz             | 4º posto in Erste Liga         |
| WAC-St. Andrä    | Wolfsberg e Sankt Andrä | Lavanttal-Arena        | 1º posto in Regionalliga Mitte |

## Classifica
|  |     | Classifica 2011-2012 | Pti | G  | V  | N  | P  | GF | GS | DR   |
|  | --- | -------------------- | --- | -- | -- | -- | -- | -- | -- | ---- |
|  | 1.  | Admira Wacker M.     | 75  | 36 | 23 | 6  | 7  | 85 | 45 | + 40 |
|  | 2.  | Altach               | 74  | 36 | 22 | 8  | 6  | 76 | 37 | + 39 |
|  | 3.  | Austria Lustenau     | 54  | 36 | 16 | 6  | 14 | 55 | 51 | + 4  |
|  | 4.  | WAC-St. Andrä        | 52  | 36 | 15 | 7  | 14 | 56 | 50 | + 6  |
|  | 5.  | St. Pölten           | 51  | 36 | 13 | 12 | 11 | 55 | 55 | 0    |
|  | 6.  | Grödig               | 46  | 36 | 12 | 10 | 14 | 51 | 60 | - 9  |
|  | 7.  | Lustenau 07          | 42  | 36 | 11 | 9  | 16 | 51 | 60 | - 9  |
|  | 8.  | Hartberg             | 39  | 36 | 10 | 9  | 17 | 44 | 60 | - 16 |
|  | 9.  | First Vienna         | 34  | 36 | 9  | 7  | 20 | 47 | 67 | - 20 |
|  | 10. | Gratkorn             | 33  | 36 | 9  | 6  | 21 | 47 | 82 | - 35 |

## Verdetti
- Admira Wacker M. promosso in Bundesliga 2011-2012.
- Gratkorn retrocesso in Regionalliga 2011-2012.
- First Vienna agli spareggi promozione/retrocessione.

## Spareggi promozione/retrocessione

### Spareggio Erste Liga/Regionalliga Ost
|              | Risultati |              | Luogo e data             |  |
| ------------ | --------- | ------------ | ------------------------ |  |
| First Vienna | 3 - 0     | Parndorf     | Vienna, 9 giugno 2011    |  |
| Parndorf     | 1 - 2     | First Vienna | Parndorf, 11 giugno 2011 |  |

### Spareggio Regionalliga West/Regionalliga Mitte
|                     | Risultati               |                     | Luogo e data            |  |
| ------------------- | ----------------------- | ------------------- | ----------------------- |  |
| Blau-Weiß Linz      | 0 - 1                   | WSG Swarovski Tirol | Linz, 8 giugno 2011     |  |
| WSG Swarovski Tirol | 0 - 1 (dts) 3 - 4 (dcr) | Blau-Weiß Linz      | Wattens, 11 giugno 2011 |  |

### Verdetti
- Blau-Weiß Linz promosso in Erste Liga 2011-2012.

## Classifica marcatori
| Gol |  |  | Giocatore          | Squadra          |
| --- |  |  | ------------------ | ---------------- |
| 19  |  |  | Benjamin Sulimani  | Admira Wacker M. |
| 18  |  |  | Patrik Ježek       | Admira Wacker M. |
| 18  |  |  | Patrick Seeger     | Lustenau 07      |
| 17  |  |  | Orhan Ademi        | Altach           |
| 17  |  |  | Rade Đokić         | First Vienna     |
| 16  |  |  | Mersudin Jukić     | Grödig           |
| 14  |  |  | Christian Falk     | WAC-St. Andrä    |
| 13  |  |  | Philipp Hosiner    | First Vienna     |
| 13  |  |  | Harald Unverdorben | Altach           |